# Kid Cudi
Scott Ramon Seguro Mescudi, mer känd under artistnamnet Kid Cudi, född 30 januari 1984 i Cleveland, Ohio, är en amerikansk rappare, sångare, låtskrivare, musikproducent och skådespelare. Han fick sitt första stora genombrott efter släppet av sin första mixtape A Kid Name Cudi. Under 2009 nådde hans singel Day 'n' Nite topp fem på Billboard Hot 100 och Hot R & B / Hip-Hop Songs. Day 'n' Nite var med på debutalbumet Man On The Moon: The End Of Day, som släpptes 2009. År 2010 släppte han sitt andra studioalbum, Man On The Moon II: The Legend Of Mr. Rager. I oktober 2010 meddelade Kid Cudi att han skulle bilda ett rockband med producenten Dot da Genius vid namnet Wizard, vilket senare döptes om till WZRD. Deras debutalbum WZRD, släpptes den 28 februari 2012. Kid Cudi medverkar i skivbolaget GOOD Music samarbetsalbum "Cruel Summer" som släpptes 18 september 2012. Han har bland annat arbetat med Kanye West, Jay-Z, Common, Ratatat och David Guetta. 
Kid Cudi har medverkat i HBO:s tv-serie How to Make It in America, där han spelade karaktären Domingo Brown.

## Biografi

### Uppväxt
Kid Cudi föddes i Cleveland, Ohio och växte upp i Shaker Heights. Hans far, av mexikanskt ursprung, var en målare, lärarvikarie och veteran under andra världskriget. Hans mor, av afro-amerikanskt ursprung, var en körlärare på Roxboro Middle School i Cleveland Heights, Ohio. Han är den yngsta av fyra barn, med två bröder, Domingo och Dean, och en syster, Maisha. När han var elva år gammal gick hans pappa bort, vilket fick en betydande effekt på hans personlighet och därefter musik. Kid Cudi gick på Shaker Heights High School i två år, men bytte sedan till Solon High School. Så småningom studerade han film vid University of Toledo, men hoppade av redan efter ett år, för att istället satsa på musiken.

### Karriär
Det var mot slutet av gymnasiet som Kid Cudi började rappa. Han inspirerades av band som The Pharcyde och A Tribe Called Quest. Han flyttade till Brooklyn i New York för att satsa på musikkarriären. I juli 2008 släppte han sitt första mixtape, A Kid Named Cudi. Det fångade snabbt stor uppmärksamhet, främst genom Kanye West. Detta ledde senare till att Kid Cudi presenterades på albumet 808s & Heartbreak, där han medverkade i låten Welcome To Heartbreak. Han hjälpte även till med låtskrivandet på Heartless och Paranoid på samma album.
Kid Cudi släppte debutalbumet Man On The Moon: The End of Day den 15 september 2009. Albumets första singel Day 'n' 'Nite, gick bra både i USA och Europa. Den andra singeln Make Her Say (ursprungligen I Poke Her Face), som innehåller spår från låten Poker Face med Lady Gaga, gästas av Kanye West och Common.
Den 9 november 2010 släppte Kid Cudi sitt andra studioalbum, Man On The Moon II: The Legend Of Mr. Rager, som är uppföljaren till debutalbumet Man On The Moon: The End Of Day. Albumets första singel Erase Me gästas av Kanye West. Den andra singeln Mr. Rager släpptes digitalt på Itunes.
Den 28 februari 2012 släppte Kid Cudi, tillsammans med producenten Dot Da Genius, samarbetsalbumet "WZRD". 
Den 18 augusti 2012 släppte skivbolaget GOOD Music samarbetsalbumet Cruel Summer, där Kid Cudi medverkar med bland annat Kanye West, John Legend, Big Sean, 2 Chainz, Mr Hudson, Cyhi the Prynce, Mos Def, Pusha T, D'banj, Q-Tip, Teyana Taylor och Common.
Den 12 augusti 2012 släppte Kid Cudi den första singeln Just What I Am från det kommande albumet Indicud.
Den 2 april 2013 lämnade Kid Cudi skivbolaget GOOD Music. 

## Diskografi

### Studioalbum
- 2024 Insano
- 2022 Entergalactic
- 2020 Man On The Moon III: The Chosen
- 2016 Passion, Pain & Demon Slayin'
- 2015 Speedin' Bullet 2 Heaven
- 2014 Satellite Flight: The Journey to Mother Moon
- 2013 Indicud
- 2010 Man On The Moon II: The Legend of Mr. Rager
- 2009 Man On The Moon: The End Of Day

### Samarbetsalbum
- 2018 KIDS SEE GHOSTS
- 2012 WZRD

### Mixtape
- 2008 A Kid Named Cudi

## Filmografi

### Film
| År   | Titel          | Roll         | Notering                                      |
| ---- | -------------- | ------------ | --------------------------------------------- |
| 2011 | MANIAC         | Seriemördare | kortfilm regisserad av Shia LaBeouf           |
| 2012 | Cruel Summer   | Huvudroll    | kortfilm regisserad av Kanye West             |
| 2013 | Goodbye World  | Lev          | komedi regisserad av Denis Hennelly           |
| 2013 | Tacoma         | Yanni        | thriller regisserad av Stewart Thorndike      |
| 2014 | Need For Speed | Benny        | actionfilm regisserad av Scott Waugh          |
| 2021 | Don't Look Up  | DJ Chello    | science fiction-film regisserad av Adam McKay |

### TV-Serie
| År        | Titel                     | Roll           | Notering |
| --------- | ------------------------- | -------------- | -------- |
| 2010-2011 | How to Make It in America | Domingo Brown  |          |
| 2013      | Brooklyn Nine-Nine        | Dustin Whitman |          |